# Benson Henderson
Benson Henderson (Colorado Springs, 16 de novembro de 1983) é um ex-lutador de MMA. Lutou pelo Bellator MMA, WEC e UFC. Foi Campeão Peso Leve do WEC e Campeão Peso Leve do UFC.

## Início da vida
Henderson nasceu em Colorado Springs, Colorado. Filho da mãe coreana-americana e um pai afro-americano, ele foi criado em Washington. Ben estudou na Decatur High School de 1998 a 2001. Depois de terminar o colegial, ele cursou no Dana College em Blair, Nebraska e se formou em 2006 com graduação em justiça criminal e sociologia. Enquanto frequentava a Dana College, Henderson estava na equipe de luta livre, e foi duas vezes nomeado um NAIA All-American. Henderson é um cristão orgulhoso, e utiliza sua luta para compartilhar suas crenças. Ele é conhecido por citar as Escrituras e entrar em cada luta ao som de alguma música gospel. Muitos atribuem o símbolo que Henderson faz em suas exibições como um triângulo que representa o illuminati.

## Carreira no MMA
Como amador, Henderson teve 2 vitórias e 1 derrota antes de se tornar profissional em 2006. Estreou vencendo sua primeira luta contra Dan Gregary. Perdeu sua terceira luta para Rocky Johnson por finalização, e logo depois embalou com quatro vitórias consecutivas, o que lhe deu a oportunidade de lutar contra um veterano do UFC, Diego Saraiva. Henderson dominou Saraiva por três rounds, vencendo por decisão unânime na sua sétima vitória como profissional.

## World Extreme Cagefighting
Três meses depois, Henderson fez sua estreia no WEC contra Anthony Njokuani. Henderson derrotou Njokuani com uma guilhotina no início do segundo round. Na segunda luta no WEC nocauteou Shane Rolo. Com duas vitórias teve a chance de disputar o cinturão interino dos leves contra Donald Cerrone, quando o campeão oficial dos leves Jamie Varner se lesionou. Henderson venceu a luta por decisão unânime, e conquistou o cinturão interino. Ele e Cerrone foram premiados com uma bolsa adicional de U$ 20 mil como prêmio por ter conquistado a Luta da Noite. A luta com Cerrone foi premiada a Luta do ano de 2009 para todas as organizações de MMA, prêmio dado por Sherdog.
Henderson derrotou Jamie Varner com uma guilhotina para unificar o Cinturão dos Leves do WEC na edição número 46 do evento, em 10 de janeiro de 2010. Depois de não ter ido bem nos dois primeiros rounds, Henderson melhorou e encaixou uma guilhotina em pé para determinar o fim da luta, a 2:41 do terceiro round. Henderson teve a sua primeira defesa do cinturão em uma revanche com Donald Cerrone, em 24 de abril de 2010 no WEC 48, quando derrotou Cerrone com uma guilhotina no primeiro round.

### Benson Henderson vs Anthony Pettis
No último evento do WEC, Benson enfrentou o desafiante Anthony Pettis, no WEC 53. No quinto assalto, Pettis combinou Parkour com voleio de futebol no que agora é chamado de Showtime Kick, feito após Pettis saltar em direção à grade, apoiando seu pé direito nela para dar impulso e depois girar em direção ao oponente, desferindo um golpe certeiro no rosto de Ben Henderson com o pé direito. O desafiante, Anthony Pettis, acabou vencendo o combate por decisão unânime (48-47, 49-46, 48-47), se tornou o último campeão peso-leve do WEC.
Essa luta ficou marcada na carreira de ambos os lutadores e também na história do MMA. A luta foi considerada a melhor da noite e do ano de 2010.

## Ultimate Fighting Championship
Em outubro de 2010, o WEC se fundiu com o Ultimate Fighting Championship. Como parte da fusão, todos os lutadores do WEC foram transferidos para o UFC.
Henderson fez sua estréia no UFC 129 em 30 de abril de 2011, derrotando Mark Bocek por decisão unânime.
O próximo adversário de Henderson foi Jim Miller no dia 14 de agosto de 2011, no UFC on Versus 5. Henderson dominou Miller durante toda a luta, com socos, grandes transições, manteve-se calmo durante durante a luta para conquistar a vitória. Apesar de ter sido ameaçado com várias tentativas de levar a luta para o solo, Henderson escapou de todas, contra-atacando com socos e cotoveladas. Henderson ganhou por decisão unânime (30-27, 29-28, 30-26).
Henderson enfrentou Clay Guida no dia 12 de novembro de 2011 pelo UFC on Fox. Ele ganhou a luta por decisão unânime. Ganhou o prêmio de Luta da Noite. Com a vitória, ele se tornou o desafiante número 1 do até então campeão dos leves do UFC, Frankie Edgar.

### Benson Henderson vs Frankie Edgar
A disputa do cinturão foi marcada para fevereiro de 2012, no UFC 144. Naquela altura, Frankie Edgar só havia perdido uma única vez, e era considerado uma grande lenda do UFC.
Benson conseguiu alguns golpes plásticos, o que foge de suas principais características. Depois de tentar um contragolpe quando Edgar segurava seu pé, Benson acertou uma pedalada violenta no nariz de Frankie, no segundo round. Os juízes deram a vitória de forma unânime a Henderson com a pontuação de 49-46, 48-47 e 49-46.
A luta ganhou o prêmio de Luta da Noite.

### Benson Henderson vs Frankie Edgar II
A exemplo dos grandes campeões, Frankie Edgar conseguiu a revanche imediata após perder o cinturão. A revanche foi marcada para Agosto de 2012, no UFC 150.
O combate foi o mais equilibrado de sua carreira. Na decisão dos jurados, a vitória ficou com Ben Henderson de forma dividida: dois deram o triunfo a ele por 48 a 47, enquanto o terceiro deu para Edgar por 49 a 46. Indignado com o resultado, o ex-campeão atirou o boné no chão como protesto.

### Defesas do cinturão
Henderson fez sua segunda defesa de cinturão contra Nate Diaz no UFC on Fox: Henderson vs. Diaz em 8 de dezembro de 2012. Dominando Diaz de uma forma incrível, resistindo as provocações de seu adversário e o venceu por Decisão Unânime (50-43, 50-45 e 50-45).
Henderson enfrentou o ex-Campeão Peso Leve do Strikeforce Gilbert Melendez no UFC on Fox: Henderson vs. Melendez no dia 20 de abril de 2013. Henderson venceu por Decisão Dividida (47-48, 48-47 e 48-47), em mais uma decisão polêmica,e aproveitou a ocasião para pedir a namorada, Maria Magana, em casamento, para a surpresa do público.
Henderson era esperado para enfrentar TJ Grant no UFC 164 no dia 31 de agosto de 2013, porém Grant se lesionou durante os treinos e foi substituído por Anthony Pettis.

### Benson Henderson vs Anthony Pettis II
A revanche do WEC 53 aconteceu, enfim, em 31 de agosto de 2013. A luta trouxe Benson pela primeira vez atuando com os cabelos presos em tranças, numa clara demonstração de respeito a Pettis. A luta começou com Benson apertando Pettis na grade algumas vezes. Quando a luta foi para a trocação Pettis conseguiu conectar seguidos golpes na costela do campeão, e finaliza-lo com uma chave-de-braço.
Após a luta, Benson explicou a derrota: “Anthony é um cara duro. Ele provou ser o desafiante número um e agora o campeão. Ele pegou meu braço, fez um bom trabalho em rotacioná-lo para a direção correta. Aquilo foi uma chave de braço de alto nível. Muitos caras teriam errado a técnica, mas foi um ótimo armlock. Meu braço está me matando".

### Retomada após perda de cinturão
Passados quase dois meses após o revés, Benson veio a público contar seus planos para retomar o cinturão dos leves. Para isso, durante entrevista ao programa "The MMA Hour", do site "MMA Fighting", Ben Henderson afirmou que o brasileiro Rafael dos Anjos seria um bom adversário para a sua retomada na divisão.

No entanto, com a contusão do campeão Anthony Pettis, Benson tomou seu lugar contra Josh Thomson em 25 de Janeiro de 2014 no UFC on Fox: Henderson vs. Thomson. Bendo venceu em uma decisão dividida polêmica. Dana White não gostou da atuação de Henderson e negou a ele uma luta pelo title shot contra Pettis por agora. 
| “ | Isso foi insano. Isso é sempre um problema. A minha visão é, vocês dois sabem que estão lutando por uma chance ao título, ok? Vocês vão receber a chance ao título.Você vai, vai, vai para quebrar tudo. Não deixe nas mãos dos juízes, ou ao menos faça algo suficiente ou uma performance boa o suficiente para saber que você venceu, porque você nunca pode confiar nos juízes. Ben Henderson perdeu duas vezes para o Petis, o campeão, e foi destruído na última luta. Ele não fez nada que fizesse com que as pessoas gritassem: ‘Oh, eu quero vê-lo tendo outra chance contra o Pettis'. - | ” |

Henderson enfrentou o prospecto russo Rustam Khabilov em 7 de Junho de 2014 no UFC Fight Night: Henderson vs. Khabilov. A luta estava equilibrada até o quarto round, quando Bendo aplicou um upper e rapidamente encaixou um mata-leão, forçando Khabilov a desistir do combate.
Uma semana após a vitória, Henderson foi colocado para enfrentar Rafael dos Anjos em 23 de Agosto de 2014 no UFC Fight Night: Henderson vs. dos Anjos. Henderson foi derrotado por nocaute no primeiro round, em uma interrupção muito controversa do árbitro, já que logo que a luta foi interrompida Benson levantou imediatamente questionando e os torcedores no local também vaiaram a atitude do árbitro 'Big' John McCarthy.
Henderson era esperado para enfrentar o ex-Campeão Peso Leve do Bellator Eddie Alvarez em 18 de Janeiro de 2015 no UFC Fight Night: McGregor vs. Siver. No entanto, uma lesão tirou Alvarez da luta e ele foi substituído por Donald Cerrone. Benson foi derrotado por polêmica decisão unânime.

### Mudança para os meio-médios
Depois de falar algumas vezes sobre mudança de categoria, Benson foi rival de Brandon Thatch em combate válido pela divisão dos meio-médios (até 77kg). O combate aconteceu pela luta principal do UFC Fight Night: Henderson vs. Thatch do dia 14 de fevereiro, em Broomfield. Natural dos meio-médios, o rival de Benson era 13cm maior que o ex-campeão dos leves. Em uma luta emocionante na qual a diferença física chamou atenção desde a pesagem, Benson conseguiu uma virada depois de perder os 2 primeiros rounds, finalizando Thatch com um mata-leão no quarto round. O combate ganhou o prêmio de Luta da Noite.
Benson era esperado para enfrentar Thiago Alves em 28 de Novembro de 2015 no UFC Fight Night: Henderson vs. Masvidal, primeiro evento do UFC na Coreia do Sul. no entanto, Alves se lesionou e foi substituído por Jorge Masvidal. Benson venceu sua segunda luta nos meio-médios por decisão dividida (47 a 48, 48 a 47, 48 a 47).

### Benson Henderson vs Anthony Pettis III
Em 15 de dezembro de 2023, Pettis e Henderson voltaram a se enfrentar em uma luta dessa vez como karatecas no Karate Combat 43 no The Expo no World Market Center em Las Vegas, sendo este o terceiro encontro entre os dois ex-campeões do UFC. Bem como das vezes anteriores, foi Showtime quem saiu como o vitorioso.

## Bellator
Benson Henderson anunciou no seu site oficial que assinou com o Bellator MMA, após o final do contrato do Ultimate Fighting Championship.
Seu primeiro combate foi valendo o cinturão dos meio-médios, contra Andrey Koreshkov no Bellator 153, em Abril (dia 22). Benson foi dominado e perdeu por decisão unânime.

## Vida Pessoal
Benson é graduado em justiça criminal e sociologia.
O pai de Benson era alcoólatra, e acabou sendo preso algumas vezes. A mãe do lutador criou ele e seu irmão sozinha,  e chegava a trabalhar 17 horas por dia para criar os filhos.
Benson é viciado em treinar. Ele faz de 4 a 5 treinos diários.
Benson é abstêmio. Nunca tomou nenhuma gota de álcool em toda sua vida.
Henderson tem uma dieta composta por kimchi (comida tradicional coreana). Ao contrário de outros lutadores, Benson também consome muito arroz na sua dieta.

## Campeonatos e realizações
- Ultimate Fighting Championship
  - Campeão dos Leves do UFC (1 vez)
  - Prêmio de Luta da Noite do UFC (três vezes)
- WEC
  - Campeão dos Leves do WEC
  - Campeão interino dos Leves do WEC
  - Prêmio de Luta da Noite do WEC (duas vezes)
  - Prêmio de Finalização da Noite do WEC (uma vez)
- MMAFighting
  - Luta do Ano de 2010 vs Anthony Pettis em 16 de dezembro 
  - Luta do Ano de 2009 vs Donald Cerrone em 10 de outubro
- Sports Illustrated
  - Luta do Ano de 2009 vs Donald Cerrone em 10 de outubro
- Sherdog
  - Luta do Ano de 2009 vs Donald Cerrone em 10 de outubro

### Medalhas
- Federação internacional de Jiu-Jitsu brasileiro
  - Medalha de bronze no campeonato mundial faixa marrom (2011)
- Federação de Arizona de Jiu-Jitsu brasileiro
  - MVP do Ano (2010)
  - 2011 Arizona State: Medalha de bronze no campeonato mundial faixa marrom peso livre
  - 2011 Arizona State: Medalha de prata no campeonato mundial faixa marrom peso médio
  - 2011 Arizona Open: Medalha de bronze no campeonato mundial faixa marrom peso livre
  - 2011 Arizona Open: Medalha de bronze no campeonato mundial faixa marrom peso médio
  - 2011 Southwest Classic: Medalha de ouro no campeonato mundial faixa marrom peso livre
  - 2011 Southwest Classic: Medalha de ouro no campeonato mundial faixa marrom peso médio
  - 2010 Arizona State: Medalha de ouro no campeonato mundial faixa roxa peso livre
  - 2010 Arizona State: Medalha de ouro no campeonato mundial faixa roxa peso médio
  - 2010 Arizona Open: Medalha de prata no campeonato mundial faixa roxa peso livre
  - 2010 Arizona Open: Medalha de ouro no campeonato mundial faixa roxa peso médio

### Card amador
- Associação Nacional de Atletismo Interuniversitário
  - NAIA: All-American (2005, 2006)
- Washington Associação Interescolar
  - WIAA: 4º Campeonato Estadual da High School Runner-up (2001)
  - WIAA: 4º Campeonato All-State (2001)

## Cartel no MMA
| Cartel no MMA   |             |             |
| 39 lutas        | 28 vitórias | 11 derrotas |
| Por nocaute     | 3           | 2           |
| Por finalização | 11          | 2           |
| Por decisão     | 14          | 7           |

| Res.    | Cartel | Oponente           | Método                                     | Evento                                   | Data       | Round | Tempo | Local                   | Notas |
| ------- | ------ | ------------------ | ------------------------------------------ | ---------------------------------------- | ---------- | ----- | ----- | ----------------------- | --- |
| Derrota | 30-12  | Usman Nurmagomedov | Finalização (mata-leão)                    | Bellator 292: Nurmagomedov vs. Henderson | 10/03/2023 | 1     | 2:37  | San José, Califórnia    | Quartas de final do Grand Prix Peso Leve do Bellator; Pelo Cinturão Peso Leve do Bellator; Anunciou a sua aposentadoria. |
| Vitória | 30-11  | Peter Queally      | Decisão (unânime)                          | Bellator 285: Henderson vs. Queally      | 23/09/2022 | 5     | 5:00  | Dublin                  | Henderson perdeu 1 ponto no 2 round por um pontapé ilegal.                                                               |
| Vitória | 29-11  | Islam Mamedov      | Decisão (dividida)                         | Bellator 273: Bader vs. Moldavsky        | 29/01/2022 | 3     | 5:00  | Phoenix, Arizona        | |
| Derrota | 28-11  | Brent Primus       | Decisão (unânime)                          | Bellator 268: Nemkov vs. Anglickas       | 16/10/2021 | 3     | 5:00  | Phoenix, Arizona        | |
| Derrota | 28-10  | Jason Jackson      | Decisão (unânime)                          | Bellator 253: Caldwell vs. McKee         | 19/11/2020 | 3     | 5:00  | Uncasville, Connecticut | |
| Derrota | 28-9   | Michael Chandler   | Nocaute (socos)                            | Bellator 243: Chandler vs. Henderson 2   | 07/08/2020 | 1     | 2:09  | Chicago, Illinois       | |
| Vitória | 28-8   | Myles Jury         | Decisão (unânime)                          | Bellator 227: Dublin                     | 27/09/2019 | 3     | 5:00  | Dublin                  | |
| Vitória | 27-8   | Adam Piccolotti    | Decisão (dividida)                         | Bellator 220: MacDonald vs. Fitch        | 27/04/2019 | 3     | 5:00  | San José, Califórnia    | |
| Vitória | 26-8   | Saad Awad          | Decisão (unânime)                          | Bellator 208: Fedor vs. Sonnen           | 13/10/2018 | 3     | 5:00  | Uniondale, Nova Iorque  | |
| Vitória | 25-8   | Roger Huerta       | Finalização (guilhotina)                   | Bellator 196: Henderson vs. Huerta       | 06/04/2018 | 2     | 0:49  | Budapeste               | |
| Derrota | 24-8   | Patricky Freire    | Decisão (dividida)                         | Bellator 183: Henderson vs. Pitbull      | 23/09/2017 | 3     | 5:00  | San José, Califórnia    | |
| Derrota | 24-7   | Michael Chandler   | Decisão (dividida)                         | Bellator 165                             | 19/11/2016 | 5     | 5:00  | San José, Califórnia    | Pelo Cinturão Peso Leve do Bellator.                                                                                     |
| Vitória | 24-6   | Patrício Freire    | Nocaute Técnico (lesão)                    | Bellator 160                             | 26/08/2016 | 2     | 2:26  | Anaheim, Califórnia     | Retornou aos Leves. |
| Derrota | 23-6   | Andrey Koreshkov   | Decisão (unânime)                          | Bellator 153                             | 22/04/2016 | 5     | 5:00  | Uncasville, Connecticut | Estreia no Bellator; Pelo Cinturão Meio Médio do Bellator.                                                               |
| Vitória | 23-5   | Jorge Masvidal     | Decisão (dividida)                         | UFC Fight Night: Henderson vs. Masvidal  | 28/11/2015 | 5     | 5:00  | Seoul                   | |
| Vitória | 22-5   | Brandon Thatch     | Finalização (mata-leão)                    | UFC Fight Night: Henderson vs. Thatch    | 14/02/2015 | 4     | 3:58  | Broomfield, Colorado    | Estreia no Peso Meio Médio; Luta da Noite.                                                                               |
| Derrota | 21-5   | Donald Cerrone     | Decisão (unânime)                          | UFC Fight Night: McGregor vs. Siver      | 18/01/15   | 3     | 5:00  | Boston, Massachusetts   | |
| Derrota | 21-4   | Rafael dos Anjos   | Nocaute Técnico (joelhada voadora e socos) | UFC Fight Night: Henderson vs. dos Anjos | 23/08/14   | 1     | 2:31  | Tulsa, Oklahoma         | |
| Vitória | 21-3   | Rustam Khabilov    | Finalização (mata-leão)                    | UFC Fight Night: Henderson vs. Khabilov  | 07/06/14   | 4     | 1:16  | Albuquerque, New Mexico | Performance da Noite. |
| Vitória | 20-3   | Josh Thomson       | Decisão (dividida)                         | UFC on Fox: Henderson vs. Thomson        | 25/01/14   | 5     | 5:00  | Chicago, Illinois       | |
| Derrota | 19-3   | Anthony Pettis     | Finalização (chave de braço)               | UFC 164: Henderson vs. Pettis II         | 31/08/13   | 1     | 4:31  | Milwaukee, Wisconsin    | Perdeu o Cinturão Peso Leve do UFC.                                                                                      |
| Vitória | 19-2   | Gilbert Melendez   | Decisão (dividida)                         | UFC on Fox: Henderson vs. Melendez       | 20/04/13   | 5     | 5:00  | San Jose, Califórnia    | Defendeu o Cinturão Peso Leve do UFC; Igualou o recorde de defesas do Cinturão Peso Leve do UFC (3).                     |
| Vitória | 18-2   | Nate Diaz          | Decisão (unânime)                          | UFC on Fox: Henderson vs. Diaz           | 08/12/12   | 5     | 5:00  | Seattle, Washington     | Defendeu o Cinturão Peso Leve do UFC.                                                                                    |
| Vitória | 17-2   | Frankie Edgar      | Decisão (dividida)                         | UFC 150: Henderson vs. Edgar II          | 11/08/12   | 5     | 5:00  | Denver, Colorado        | Defendeu o Cinturão Peso Leve do UFC.                                                                                    |
| Vitória | 16-2   | Frankie Edgar      | Decisão (unânime)                          | UFC 144: Edgar vs. Henderson             | 26/02/12   | 5     | 5:00  | Tóquio                  | Ganhou o Cinturão Peso Leve do UFC; Luta da Noite.                                                                       |
| Vitória | 15-2   | Clay Guida         | Decisão (unânime)                          | UFC on Fox: Velasquez vs. Dos Santos     | 12/11/11   | 3     | 5:00  | Anaheim, California     | Luta da Noite. |
| Vitória | 14-2   | Jim Miller         | Decisão (unânime)                          | UFC Live: Hardy vs. Lytle                | 14/08/11   | 3     | 5:00  | Milwaukee, Wisconsin    | |
| Vitória | 13-2   | Mark Bocek         | Decisão (unânime)                          | UFC 129: St. Pierre vs. Shields          | 30/04/11   | 3     | 5:00  | Toronto, Ontario        | Estreia no UFC. |
| Derrota | 12-2   | Anthony Pettis     | Decisão (unânime)                          | WEC 53: Henderson vs. Pettis             | 16/12/10   | 5     | 5:00  | Glendale, Arizona       | Perdeu o Cinturão Peso Leve do WEC; Luta da Noite; Luta do Ano.                                                          |
| Vitória | 12-1   | Donald Cerrone     | Finalização (guilhotina)                   | WEC 48: Aldo vs. Faber                   | 24/04/10   | 1     | 1:57  | Sacramento, California  | Defendeu o Cinturão Peso Leve do WEC; Finalização da Noite.                                                              |
| Vitória | 11-1   | Jamie Varner       | Finalização (guilhotina)                   | WEC 46: Varner vs. Henderson             | 10/01/10   | 3     | 2:41  | Sacramento, California  | Ganhou e unificou o Cinturão Peso Leve do WEC.                                                                           |
| Vitória | 10-1   | Donald Cerrone     | Decisão (unânime)                          | WEC 43: Cerrone vs. Henderson            | 10/10/09   | 5     | 5:00  | San Antonio, Texas      | Ganhou o Cinturão Peso Leve Interino do WEC; Luta da Noite.                                                              |
| Vitória | 9-1    | Shane Roller       | Nocaute Técnico (socos)                    | WEC 40: Torres vs. Mizugaki              | 05/04/09   | 1     | 1:41  | Chicago, Illinois       | |
| Vitória | 8-1    | Anthony Njokuani   | Finalização (guilhotina)                   | WEC 38: Varner vs. Cerrone               | 25/01/09   | 2     | 0:42  | San Diego, Califórnia   | Estreia no WEC. |
| Vitória | 7-1    | Diego Saraiva      | Decisão (unânime)                          | Evolution MMA                            | 04/10/08   | 3     | 5:00  | Phoenix, Arizona        | |
| Vitória | 6-1    | Ricardo Tirloni    | Finalização (guilhotina)                   | MFC 17: Hostile Takeover                 | 25/07/08   | 2     | 3:49  | Edmonton, Alberta       | |
| Vitória | 5-1    | Mike Maestas       | Finalização (mata-leão)                    | MFC 16: Anger Management                 | 09/05/08   | 3     | 4:11  | Edmonton, Alberta       | |
| Vitória | 4-1    | Bryan Corley       | Finalização (mata-leão)                    | VFC 21: Infamous                         | 07/12/07   | 1     | 2:36  | Council Bluffs, Iowa    | |
| Vitória | 3-1    | David Dagloria     | Finalização (socos)                        | UCE: Round 26: Episode 12                | 23/06/07   | 1     | 1:45  | Ogden, Utah             | |
| Derrota | 2-1    | Rocky Johnson      | Finalização (anaconda)                     | Battlequest 5: Avalanche                 | 31/03/07   | 1     | 0:46  | Vail, Colorado          | Luta com Peso Combinado (160 lbs).                                                                                       |
| Vitória | 2-0    | Alien Williams     | Nocaute (socos)                            | VFC 18: Hitmen                           | 16/02/07   | 1     | 1:37  | Council Bluffs, Iowa    | |
| Vitória | 1-0    | Dan Gregary        | Finalização (socos)                        | MCF: Genesis                             | 18/09/06   | 1     | 4:21  | North Platte, Nebraska  | |